# Эмаграмма

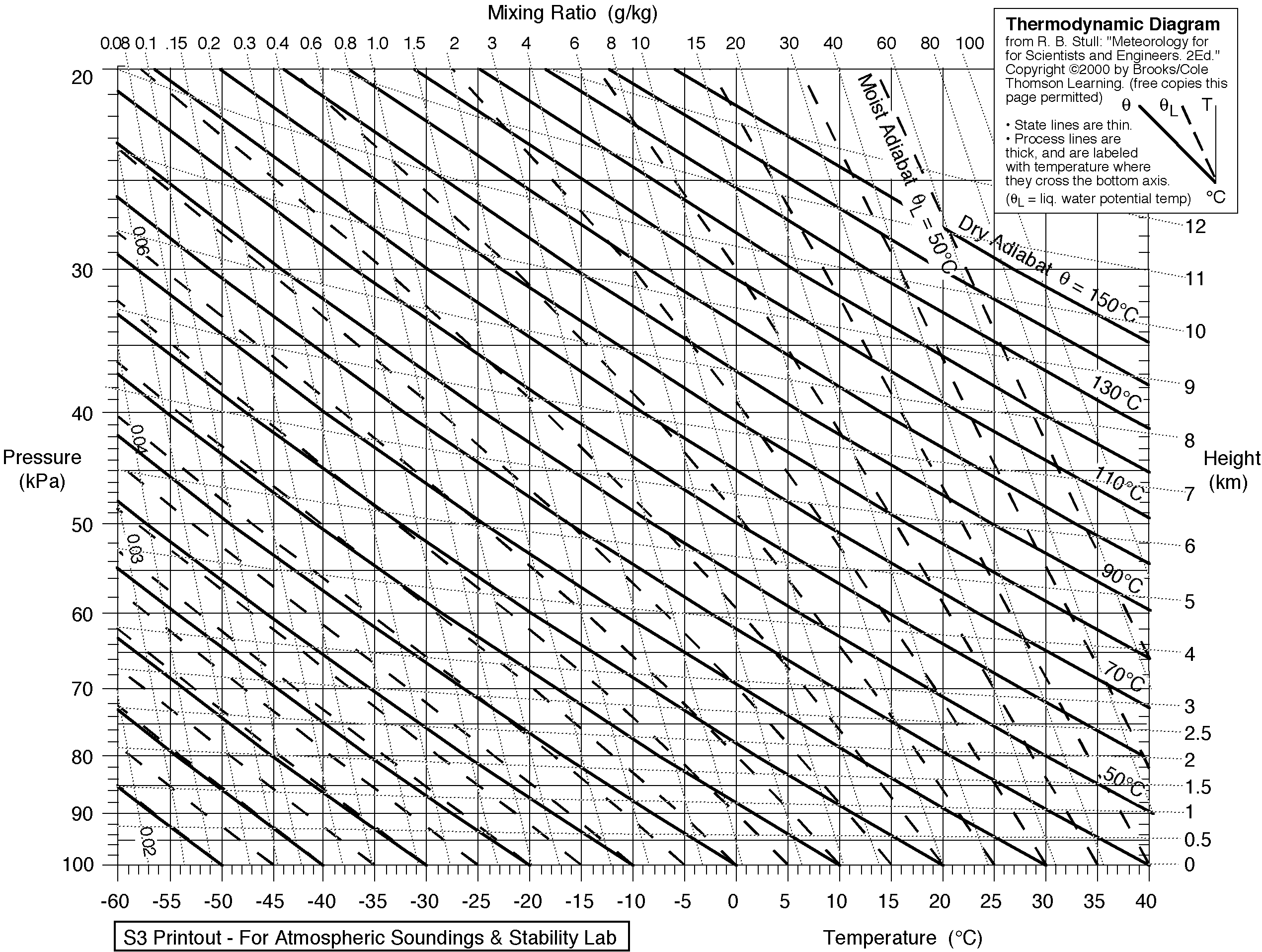
Эмаграмма показывает изменения сухих адиабат (сплошные линии) и влажных адиабат (пунктирные линии) в зависимости от давления и температуры.

Эмаграмма — вид термодинамической диаграммы, используемый для демонстрации профилей градиента температуры и содержания влаги в атмосфере. По осям эмаграммы отложены температура (T) и давление (p). На эмаграмме сухие адиабаты составляют угол около 45 градусов с изобарами, изотермы вертикальны, изолинии упругости насыщения почти прямые и вертикальные. Обычно данные о температуре и точке росы, получаемые радиозондами, отмечают на таких диаграммах для последующего вычисления конвективной устойчивости или конвективной доступной потенциальной энергии (англ. CAPE). Сбоку от тефиграммы часто указывают сведения о скорости и направлении ветра.
Впервые применённые Генрихом Герцем в 1884 году, эмаграммы применяются в основном в европейских странах. В других странах для тех же целей используются похожие термодинамические диаграммы.